# Parlement de Victoria
60e législature de Victoria
Parliament House
Le Parlement de Victoria (en anglais : Parliament of Victoria) est le pouvoir législatif bicaméral de l'État australien de Victoria. Il est constitué du roi d'Australie, représenté par le gouverneur, du Conseil législatif, sa chambre haute et de l'Assemblée législative, sa chambre basse.

## Histoire
La loi du Parlement britannique séparant le Victoria de la Nouvelle-Galles du Sud a été signée par la reine Victoria, le 5 août 1850, suivie par une loi d'habilitation votée par le Conseil législatif de Nouvelle-Galles du Sud le 1er juillet 1851. Le moment officiel de la séparation de la colonie de Victoria de la Nouvelle-Galles du Sud a été établi par l'article 1 de la loi de 1851.
Toutefois, le Parlement n'a pas été formé jusqu'en 1856 pour avoir un gouvernement responsable au Victoria.
Le Parlement siège au Parlement à Melbourne depuis cette époque, à l'exception de la période de 1901 à 1927. Pendant ce temps, le bâtiment du Parlement a été utilisé par le Parlement fédéral et le Parlement de Victoria a siégé au Palais royal des expositions.

## Pouvoirs
Le Parlement a le pouvoir de faire des lois pour l'État de Victoria, en Australie. Les seules restrictions que lui impose la Constitution australienne, sont les questions relevant de la compétence du Parlement fédéral.
Le parti ou la coalition ayant le plus de sièges à l'Assemblée législative est invité par le gouverneur de Victoria à former un gouvernement. Le gouverneur de Victoria est le représentant du monarque (la reine du Royaume-Uni et chef du Commonwealth), en tant que chef de l'État, au Victoria. Parmi les fonctions du gouverneur figurent l'ouverture du Parlement et la signature des lois qui sont votées par le Parlement de Victoria.